# Legion Łotewski SS
Legion Łotewski SS (niem. Lettische SS-Freiwilligen-Legion, łot. Latviešu leģions) – formacja kolaboracyjna, będąca oddziałem Waffen-SS, złożonym wyłącznie z Łotyszy, uformowana w 1943 i podporządkowana 6 Korpusowi SS, a następnie XXXXIII Korpusowi Armijnemu, 16 Armii i Grupie Armii Północ.

## Historia
Legion Łotewski został założony w 1943 z rozkazu Naczelnego Wodza III Rzeszy – Adolfa Hitlera oraz kreatora legionu – Reichsführera-SS Heinricha Himmlera. Po założeniu legion miał być jednostką ochotniczą, lecz po miesiącu ze względu na okupację niemiecką Łotwy, stał się oddziałem przymusowym, mającym na celu zaopatrywanie jednostek wojsk lądowych. Mimo iż oddział był jednostką przymusową, wielu Łotyszy dołączało do niego ze względu na niechęć do Związku Radzieckiego, który okupował tereny Łotwy w latach 1940–1941.
W listopadzie 1943 legion został przerzucony w okolice Ostrowa i Nowosokolników w obwodzie pskowskim, lecz ze względu na odwrót armii niemieckiej w styczniu 1944, oddział cofnięto do Bielebiełki w obwodzie nowogrodzkim. W lutym 1944 jednostka została rozłożona na liniach wokół rzek Sorota i Wielikaja, gdzie brała udział w walkach obronnych.
W kwietniu 1944 legion przeniesiono w okolice Bardowa-Kudewer, ok. 50 km od miasta Opoczka. W czerwcu 1944 oddział został tam zaatakowany przez wojska radzieckie, gdzie utrzymywał pozycję do 10 lipca 1944 roku. 17 lipca zaczął powoli cofać się w okolice granicy łotewsko-radzieckiej. W sierpniu 1944 legion przeniesiono do Prus, gdzie oddział zreorganizowano i dołączono kolejnych rekrutów. 9 maja 1945 większość jego żołnierzy poddała się wojskom radzieckim. Ci spośród legionistów, którzy uniknęli niewoli, dołączyli do „Leśnych Braci”, którzy walczyli jako partyzantka z oddziałami radzieckimi przez ok. 10 lat po zakończeniu II wojny światowej.

## Dzień Legionu Łotewskiego
Dla upamiętnienia tego legionu, każdego roku 16 marca, obchodzony jest Dzień Legionu Łotewskiego. W 1998 rząd Łotwy ustanowił ten dzień świętem narodowym. Od tego czasu pojawiają się kontrowersje co do tego dnia, dotyczące m.in.: powołania legionu i propagowania idei narodowo-socjalistycznych na Łotwie. W 2000 rząd Łotwy zniósł status święta narodowego i ustanowił ten dzień dniem pamięci.

## Skład
- 15 Dywizja Grenadierów SS (1 łotewska)
- 19 Dywizja Grenadierów SS (2 łotewska)